# Közönséges víziskorpió
A közönséges víziskorpió (Nepa cinerea) a rovarok (Insecta) osztályának félfedelesszárnyúak (Hemiptera) rendjébe, ezen belül a poloskák (Heteroptera) alrendjébe és a víziskorpiók (Nepidae) családjába tartozó faj.

## Előfordulása
A közönséges víziskorpió Európától Kínáig honos. Eredetileg széles körben elterjedt volt, napjainkban száma csökken.

## Megjelenése

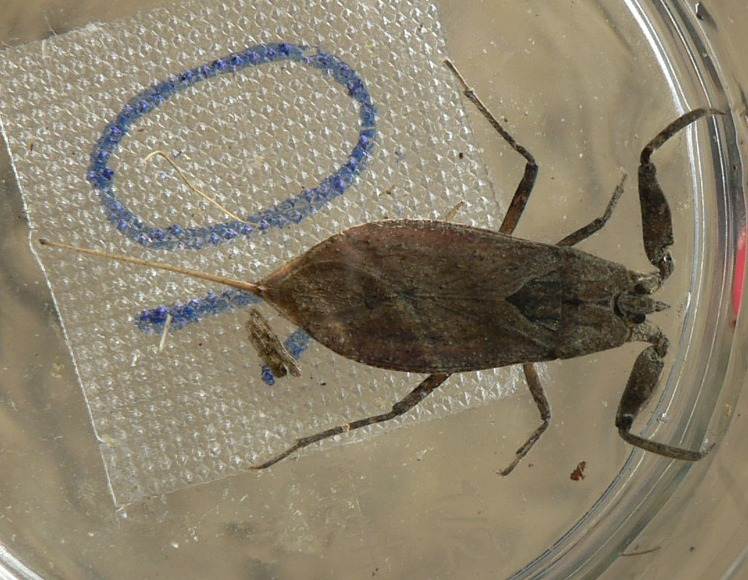
Víziskorpió Petri-csészében

A közönséges víziskorpió körülbelül 2 centiméter hosszú. Potrohán a légzőcső hosszúra nyúlt. Teste rövid és erőteljes felépítésű, nyújtott tojás alakú, lapított, felül barnás vagy feketés-szürke, a potroh hátoldala kiterjedten vörös. Feltűnők a „ragadozólábakká” módosult első lábak, melyek a zsákmány megragadására szolgálnak. A víziskorpió sajátos hidrosztatikus szervvel rendelkezik, segítségével állandóan érzékelni képes a megfelelő vízmélységet, amelyben a légzőcső még éppen eléri a víz felszínét.

## Életmódja
A közönséges víziskorpió különböző típusú, igen sekély vizek lakója. Tápláléka ebihalak, rovarlárvák, ritkán apró halak is. Szúrása fájdalmas. A kerti tavakat szívesen elfoglalják.

## Szaporodása
Április-májusban a nőstények víz alatti növények szárára és levelére rakják petéiket. A peték 6-9 finom légzőfüggeléket viselnek, melyek az őket körülvevő levegőburokkal vannak kapcsolatban, így elegendő oxigénellátásban részesülnek.